# زمین‌لرزه ۲۰۰۴ اندونزی
زمین‌لرزه اندونزی در تاریخ ۱ ژانویه ۲۰۰۴ میلادی، برابر با ‎۱۱ دی ۱۳۸۲، ساعت ۲۰:۵۹:۳۱ به زمان یوتی‌سی در اندونزی رخ داد. ژرفای این زلزله ۴۳٫۵ کیلومتر بود، و بزرگی آن ۵٫۸ در مقیاس Mw اعلام شده است. زمین‌لرزه به وقت محلی در روز جمعه، ساعت ۳ روی داده و منطقه زمانی آن یوتی‌سی +۷ بوده است.
سازمان زمین‌شناسی آمریکا نیز رومرکز این زمین‌لرزه را در مختصات ۸°۱۸′۳۶″جنوبی ۱۱۵°۴۷′۱۷″شرقی / ۸٫۳۱°جنوبی ۱۱۵٫۷۸۸°شرقی و ژرفای آن
را در ۴۴ کیلومتر گزارش کرده است. بزرگی برگزیدهٔ این سازمان از میان بزرگیهای محاسبه‌شدهٔ مختلف ۵٫۸ در مقیاس Mw بوده و از دید اثر، در میان چهار دسته‌بندی «نامحسوس»، «محسوس»، «زیان‌آور» یا «با تلفات»، زلزله را «با تلفات» اعلام کرده است.
پروژهٔ «تنسور گشتاور مرکزوار» زاویه‌های (راستا، شیب، ریک) گسل سازندهٔ زمین‌لرزه و صفحه عمود بر آن را (°۳۴۹، °۶۳، °۱۶۲) یا (°۸۷، °۷۴، °۲۸) و نوع گسل را«امتدادلغز» فرا رسانده است.
شمار کشتگان زلزله حدود ۱ نفر بوده است. تعداد زخمیان ۲۹ نفر برآورده شده است.